# Joe Walker (Filmeditor)

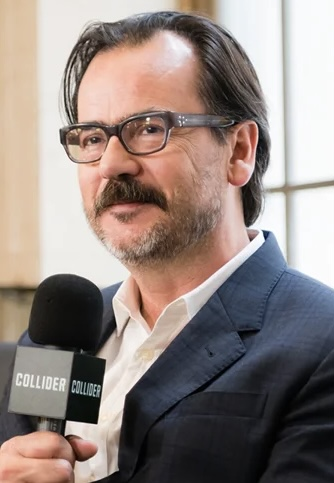
Joe Walker

Joe Walker ist ein britischer Filmeditor. Für seine Arbeit an dem Science-Fiction-Film Dune (2021) wurde er mit einem Oscar ausgezeichnet.

## Leben
Walker begann seine Tätigkeit im Film Ende der 1980er Jahre zunächst als Tongestalter (sound editor). Mitte der 1990er Jahre wechselte er zum Filmschnitt und war bis in die 2000er Jahre hinein vor allem an Fernsehserien und -filmen beteiligt.
Der Film Hunger aus dem Jahr 2008 bedeutete die erste Zusammenarbeit mit dem Regisseur Steve McQueen. 2011 folgte Shame, zwei Jahre später entstand mit 12 Years a Slave ihr dritter gemeinsamer Film. 2018 wurde Widows – Tödliche Witwen veröffentlicht, ihre vierte Produktion. Seit Sicario aus dem Jahr 2015 arbeitet Walker regelmäßig auch mit dem Regisseur Denis Villeneuve zusammen.
Gelegentlich ist er auch als Komponist von Filmmusik aktiv, so 2004 für den Fernsehfilm Dirty War – Schmutziger Krieg.
2012 wurde Walker für Shame mit dem Europäischen Filmpreis in der Kategorie Bester Schnitt ausgezeichnet. Hinzu kam eine Nominierung bei den British Independent Film Awards 2011.
Für seine Arbeit an 12 Years a Slave wurde Walker für diverse Filmpreise nominiert, darunter 2014 für den Oscar in der Kategorie Bester Schnitt. Eine weitere Oscar-Nominierung erhielt er für die Science-Fiction-Filme Arrival (2016), ehe er für Dune bei der Oscarverleihung 2022 die Auszeichnung erhielt.

## Filmografie (Auswahl)
- 2001: Sword of Honour
- 2002: Doktor Schiwago (Doctor Zhivago)
- 2003: Eroica – The day that changed music forever
- 2005: Elizabeth I – The Virgin Queen (The Virgin Queen)
- 2008: The Escapist – Raus aus der Hölle (The Escapist)
- 2008: Hunger
- 2009: Harry Brown
- 2010: Brighton Rock
- 2011: Life in a Day – Ein Tag auf unserer Erde (Life in a Day)
- 2011: Shame
- 2013: 12 Years a Slave
- 2013: Last Passenger
- 2015: Blackhat
- 2015: Sicario
- 2016: Arrival
- 2017: Blade Runner 2049
- 2018: Widows – Tödliche Witwen (Widows)
- 2021: Dune
- 2021: The Unforgivable
- 2023: The Creator
- 2024: Dune: Part Two